# Landsforbundet for Kvinders Valgret

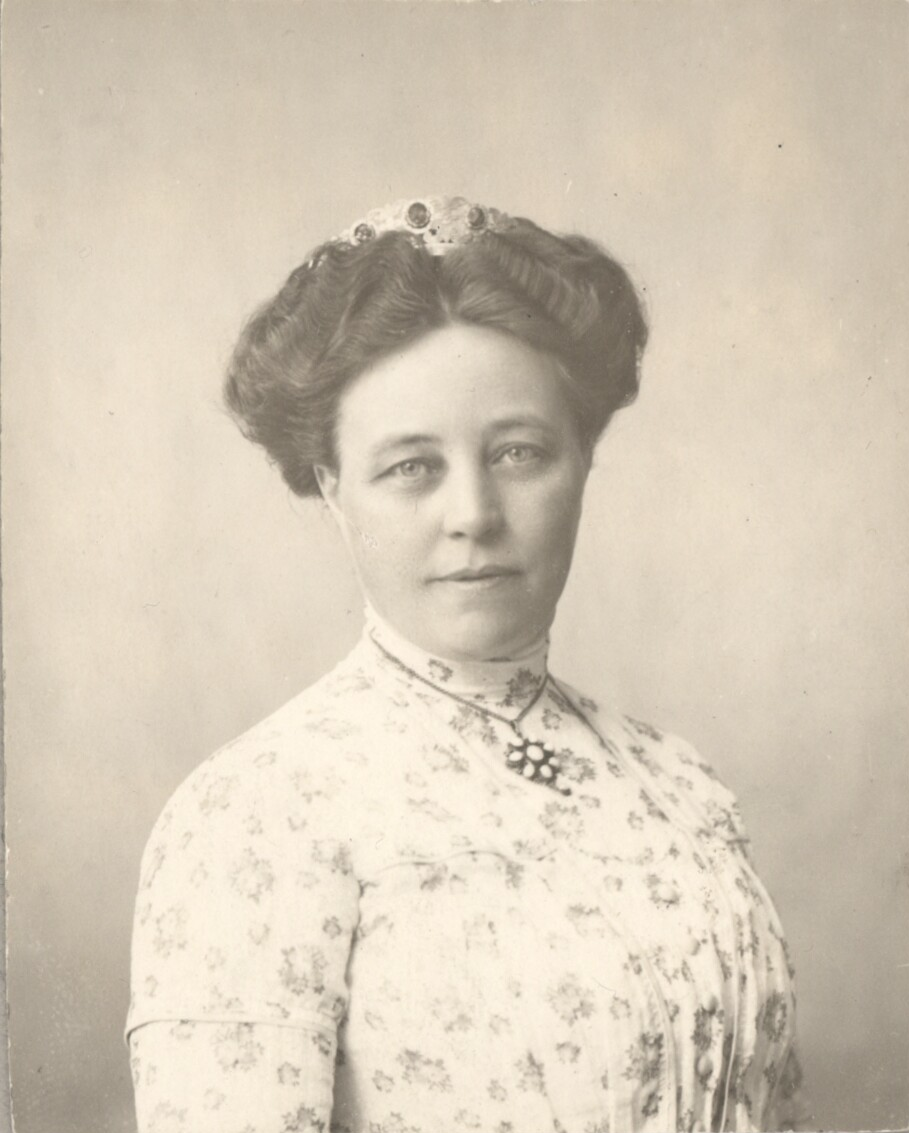
Fotografía de la política danesa Elna Munch (1871-1945)

Landsforbundet para Kvinders Valgret o LKV (Asociación Nacional para el Sufragio de las Mujeres) fue una asociación sufragista danesa activa desde 1907 hasta 1915.
Dado que inicialmente la Sociedad Danesa de Mujeres no tenía el sufragio femenino entre sus prioridades, en 1898, se estableció una nueva organización: Danske Kvindeforeningers Valgretsforbund, para apoyar específicamente el  derecho de voto de las mujeres. Desde 1904, se conocía como Valgretsforbundet. En 1907, se fusionó con Landsforbundet para Kvinders Valgret.
Landsforbundet para Kvinders Valgret se originó en la asociación local de mujeres Politisk Kvindeforening. En 1906, se fundó Københavns Kvindevalgretsforening, y en 1907, el nombre se cambió a Landsforbundet para Kvinders Valgret. Fue fundada por Elna Munch, Johanne Rambusch y Marie Hjelmer . Desde el principio, Julie Arenholt fue una de las participantes más influyentes. La organización se fundó en respuesta al trabajo de sufragio femenino de la Sociedad Danesa de Mujeres, que las fundadoras de la LKV consideraron poco comprometido. El LKV se convirtió en una organización a nivel nacional que unió todas las ramas locales de las organizaciones de sufragio femenino en Dinamarca y fundó otras nuevas. La organización se disolvió cuando se cumplió el objetivo en 1915.